# Убежиці
Убежиці (рос. Убежицы) — село в Богородському районі Нижньогородської області Російської Федерації.
Населення становить 103 особи. Входить до складу муніципального утворення Алешковська сільрада.

## Історія
Від 2004 року входить до складу муніципального утворення Алешковська сільрада.

## Населення
| 1999 | 2002 | 2010 |
| ---- | ---- | ---- |
| 114  | ↘109 | ↘103 |